# Badminton bei den Juegos Bolivarianos 2013
Bei den Juegos Bolivarianos 2013 wurden vom 17. bis zum 21. November 2013 sechs Badmintonwettbewerbe ausgetragen. Austragungsort war die Villa Regional del Callao in der Region San Martín, Peru.

## Sieger und Platzierte
| Disziplin    | Gold | Silber | Bronze                                                                                   |
| ------------ | --- | --- | ---------------------------------------------------------------------------------------- |
| Herreneinzel | Rodolfo Ramírez | Heymard Humblers | Mario Cuba                                                                               |
| Herreneinzel | Rodolfo Ramírez | Heymard Humblers | Andrés Corpancho                                                                         |
| Dameneinzel  | Daniela Macías | Nikte Sotomayor | Ana Lucia de Leon                                                                        |
| Dameneinzel  | Daniela Macías | Nikte Sotomayor | Berónica Vivieca                                                                         |
| Herrendoppel | Heymard Humblers Lesvin Marroquín                                                                                                  | Mario Cuba Martín del Valle | Alberto Raposo Nelson Javier                                                             |
| Herrendoppel | Heymard Humblers Lesvin Marroquín                                                                                                  | Mario Cuba Martín del Valle | Rodrigo Pacheco Andrés Corpancho                                                         |
| Damendoppel  | Luz María Zornoza Katherine Winder                                                                                                 | Krisley Lopez Nikte Sotomayor | Beatriz Ramos Ana Lucia de Leon                                                          |
| Damendoppel  | Luz María Zornoza Katherine Winder                                                                                                 | Krisley Lopez Nikte Sotomayor | Daniela Macías Camila Garcia                                                             |
| Mixed        | Andrés Corpancho Luz María Zornoza                                                                                                 | Mario Cuba Katherine Winder | Nikte Sotomayor Jonathan Solís                                                           |
| Mixed        | Andrés Corpancho Luz María Zornoza                                                                                                 | Mario Cuba Katherine Winder | Krisley Lopez Anibal Marroquín                                                           |
| Mannschaft   | Peru Andrés Corpancho Mario Cuba Martín del Valle Camilla Garcia Daniela Macías Rodrigo Pacheco Katherine Winder Luz María Zornoza | Guatemala Ana Lucia de Leon Heymard Humblers Krisley Lopez Anibal Marroquín Rodolfo Ramírez Beatriz Ramos Jonathan Solís Nikte Sotomayor | Dominikanische Republik Nelson Javier Alberto Jiménez Mercedes Saturria Berónica Vivieca |

## Medaillenspiegel
| Platz  | Land                    | Gold | Silber | Bronze | Gesamt |
| ------ | ----------------------- | ---- | ------ | ------ | ------ |
| 1      | Peru                    | 4    | 2      | 4      | 10     |
| 2      | Guatemala               | 2    | 4      | 4      | 10     |
| 3      | Dominikanische Republik | 0    | 0      | 3      | 3      |
| Gesamt | Gesamt                  | 6    | 6      | 11     | 23     |